# Carl Mauritz Lewenhaupt

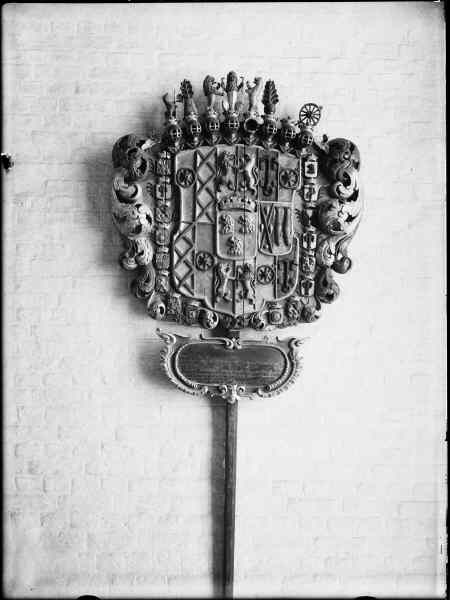
Vapnet visar huvudbanér för Carl Mauritz Lewenhaupt (död 1666) i Riddarholmskyrkan i Stockholm.

Carl Mauritz Lewenhaupt, född 15 maj 1620 på Vinäs slott i Västra Eds socken, Kalmar län, död 12 december 1666 i Stockholm, var en svensk greve, militär, riksråd och fältmarskalk.

## Ägor
Lewenhaupt var greve till Raseborg och Falkenstein och friherre till Vinberg och Reipoltzkirchen. Han var herre till bland annat Vinäs, Bretzenheim, Eksjöhovgård, Tjolöholm, Hagbyholm, Dahl, Tholsburg i Estland, Edshult, Övedskloster, Jockis i Tavastehus län, Lemsjöholm i Lemo socken och Brinkala i Kakskerta kapellsocken i Finland samt Stensnäs herrgård i Ukna socken och Röhäll i Hannäs socken (båda i Kalmar län), Örhem, Rossared, Dal och Ellekärr i Frillesås och Fjärås socknar, Hallands län och hus vid Svartmannagatan.

## Karriär
Lewenhaupt blev student vid Uppsala universitet och vid universitetet i Leiden 1638. Han blev ryttmästare och chef för fältmarskalken Gustaf Horns livkompani till häst 1644, överste för svenska och finska adelsfanan 1645 och överste för ett tyskt regemente till häst vid svenska armén i Tyskland 1646. 1651 blev han generalmajor för kavalleriet, riksråd 1653 och krigsråd 1654. Han blev överste för ett regemente tyska ryttare 1655. 1657 utnämndes han till högste befälhavare för de i Värmland stående trupperna. Generallöjtnant av kavalleriet 1658. Han fick den 7 oktober 1659 i uppdrag att sätta Kalmar i försvarstillstånd. 1660 fick han befälet över expeditionen mot Norge. Han blev generalguvernör över Finland 1664, men avsade sig kort därpå denna befattning. Fältmarskalk 1665 och president i krigskollegium samma år.

## Familj
Carl Mauritz Lewenhaupt var son till Johan Casimir Leijonhufvud (Axelsson), död 1645 och Sidonia Grip (Mauritzdotter) (1585-1652). Han var yngre bror till riksrådet och fältmarskalken Gustaf Adolf Lewenhaupt.
Carl Mauritz Lewenhaupt gifte sig den 8 december 1646 med drottning Kristinas hovjungfru Dorotea Wrangel, som var dotter till översten för ett regemente till häst Hans Hansson Wrangel, till Elstfer, Tholsburg och Wrangelshof (av samma släktgren som friherrliga ätterna Wrangel af Lindeberg och Wrangel af Ludenhof, nr 41 och 55) och Hillevi Posse, nr 14. Dorotea Wrangel, som var född 14 april 1627, avled den 29 juni 1654 i Stockholm (At (L)) och begravdes den 10 december i en tennkista i Riddarholmskyrkan i drottning Kristinas närvaro.
Den 19 januari 1657 gifte han om sig med Anna Maria Cruus af Edeby, friherrinna Cruus af Gudhem, nr 14. De gifte sig i Wismar och hon fick Vinäs i morgongåva. Anna Maria Cruus föddes 25 mars 1642 och var dotter till kammarrådet Johan Jespersson Cruus af Edeby, nr 69, och grevinnan Catharina Oxenstierna av Södermöre, nr 4. Hon erhöll 14 augusti 1667 godset Nitau i Livland såsom ersättning för Tholsburg, som genom Kungl Majestäts dom den 14 december 1664 frånkänts hennes man och tilldömts hans första fru Dorotea Wrangels arvingar. Dottern Sidonia Juliana Lewenhaupt (1659–1737), grevinna, föddes i Karl X Gustavs krigsläger utanför Köpenhamn. Anna Maria Cruus avled den 18 juni 1716 på Vinäs och är begraven i en kopparkista med en kristusbild gå locket i Lewenhauptska graven i Riddarholmskyrkan.

## Mäster Olofsgården

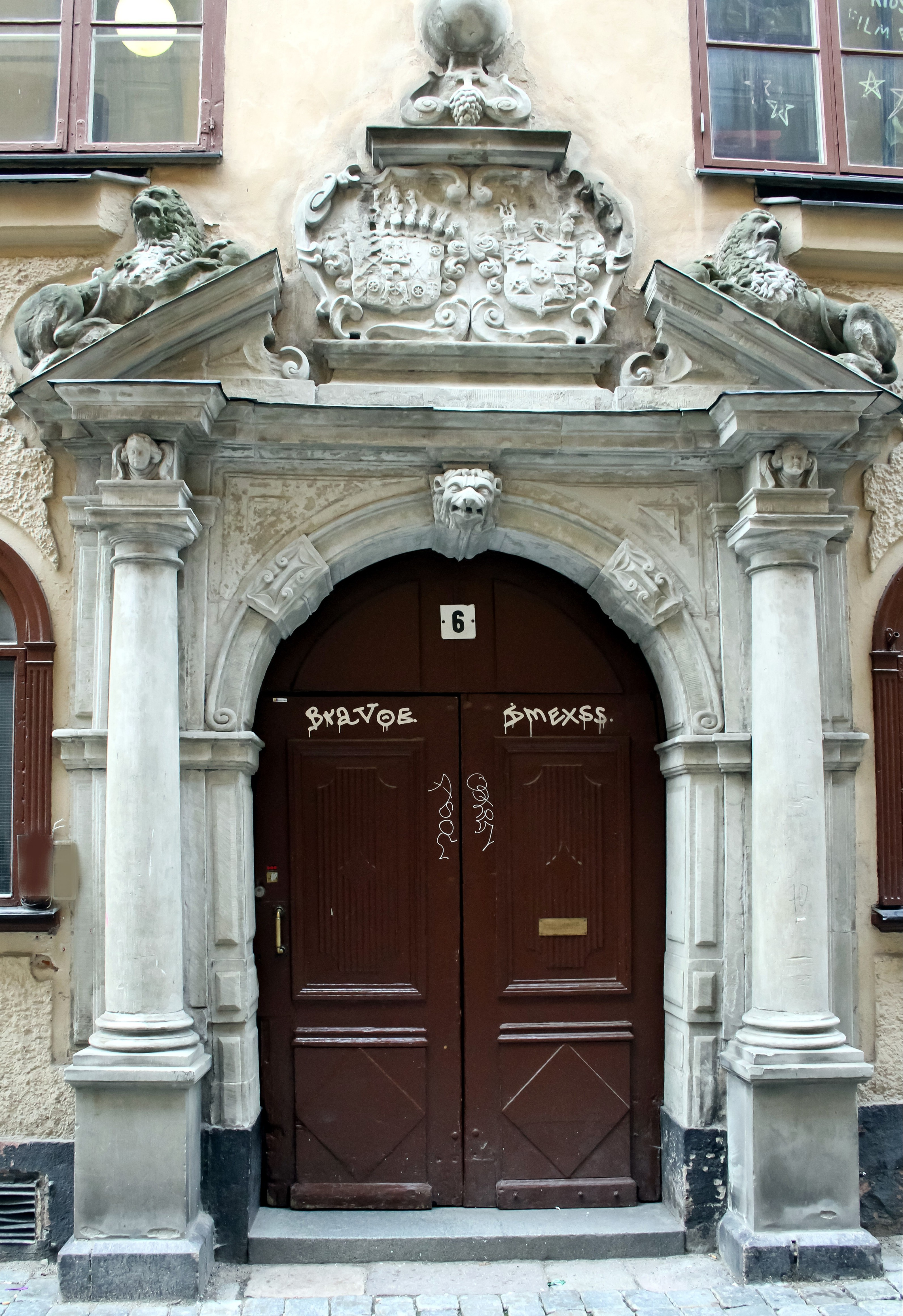
Portalen på Svartmangatan 6 i Gamla stan i Stockholm med de Lewenhauptska och Cruuska vapensköldarna. Portalen har två lejon högst upp på var sin sandstenspilaster.

Portalen till nuvarande Mäster Olofsgårdens byggnad på Svartmangatan 6 i Gamla stan i Stockholm byggdes av makarna Carl Mauritz Lewenhaupt och Anna Maria Cruus till det hus hon ärvt efter sin morfar, riksskattmästaren Jesper Mattsson Cruus. Portalen har två lejon högst upp på var sin sandstenpilaster. Mellan lejonen finns Levenhauptska vapenskölden till vänster och den Cruuska till höger.Mäster Olofsgården är en av Stockholms sju hemgårdar, som sedan 1931 bedriver fritidsverksamhet för alla åldrar och har sina lokaler vid Stortorget och Svartmangatan. Hemgården Mäster Olofsgården skapades här 1931 på initiativ av prästen Gabriel Grefberg.
Huset ägdes på 1400-talet av Sten Sture den äldre. Johan III skänkte huset till Pontus De la Gardie 1576. 1620 byggdes det om och på 1800-talet skedde ytterligare två ombyggnader. Kung Sigismund bodde sannolikt i huset när han besökte Stockholm.

## Barn
- Sidona Juliana Carlsdotter Lewenhaupt, född 1659 i Karl X Gustavs krigsläger utanför Köpenhamn, död 1737. Hon var gift med sin syssling friherre Gustaf Cruus af Gudhem (1649–1692), som var son till Lars Jespersson Cruus och Agneta Horn. Sidonia Julianas son var Jesper Kruus, som dog ung.

- Carl Gustaf Lewenhaupt (1662-1703), general, svensk greve och tysk militär.

## Död
Carl Mauritz Lewenhaupt avled den 12 december 1666 efter tre dagars sjukdom. Han begravdes den 4 december 1667 i en grav i Riddarholmskyrkan där hans vapen kan ses; i en kostbar starkt förgylld blykista med en kristusbild på locket.